# Geländemotorrad

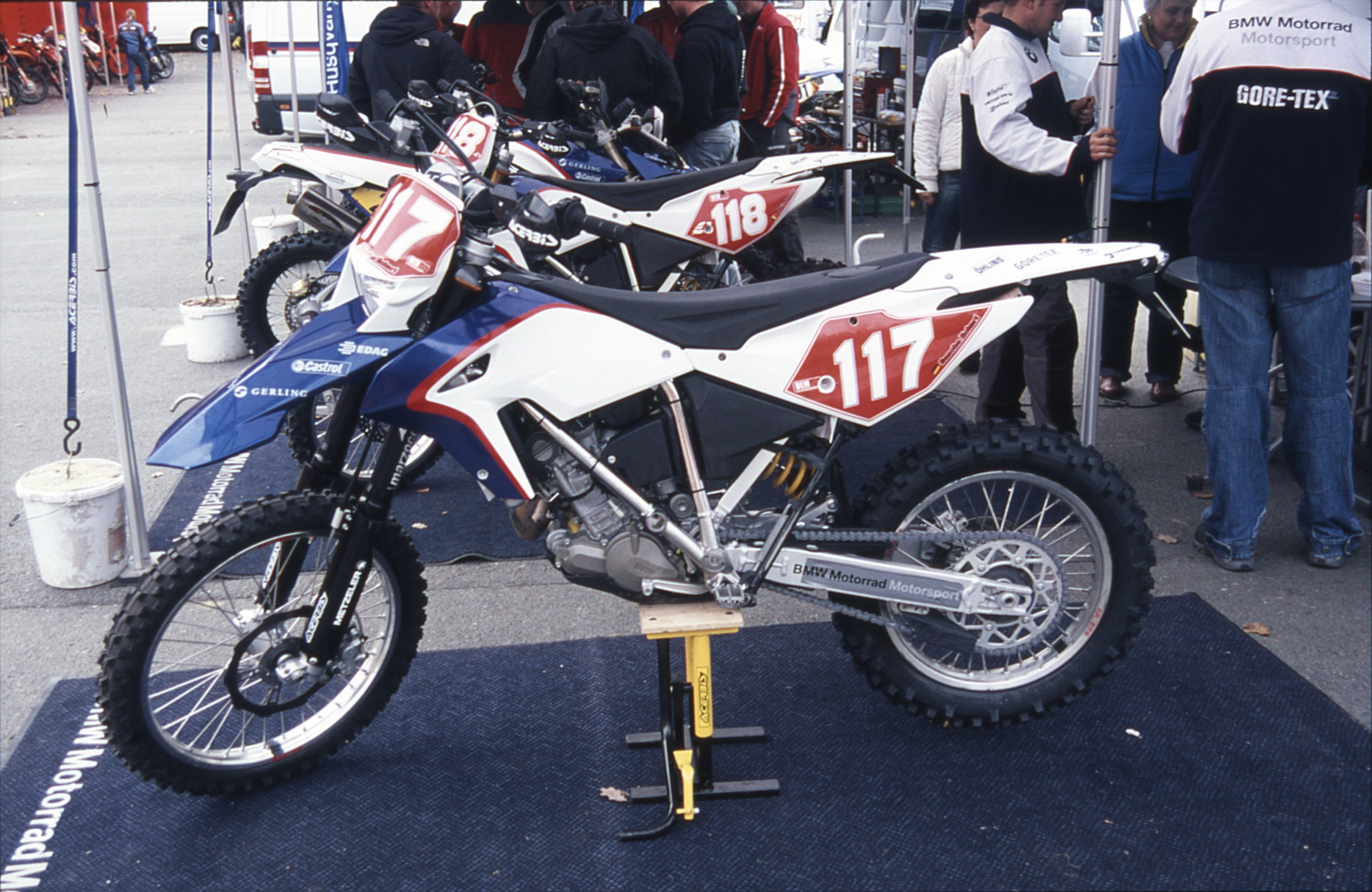
BMW G 450 X 2007

Ein Geländemotorrad ist ein ausschließlich oder überwiegend für den Geländeeinsatz konzipiertes motorisiertes Zweirad. Verallgemeinert lassen sich folgende Merkmale feststellen: aufrechte Sitzposition, lange Federwege, große Bodenfreiheit und Stollenbereifung.
Während die Reiseenduro und Enduro meist „normale“, alltagstaugliche und straßenzugelassene Motorräder sind, können die Motocross- und Trialmaschinen zwar oft auch zugelassen werden, sind ansonsten aber meist reine Wettbewerbsmaschinen.

## Typen und Einsatzbereiche
Man unterscheidet folgende Typen für unterschiedliche Einsatzbereiche:
- die Reiseenduro für lange Strecken auch abseits öffentlicher Straßen
- die Enduro für den Endurosport oder als agiles „Mehrzweck“-Motorrad für die Straße
- das Motocross für den Motocross-Sport
- das Trial für das Motorrad-Trial